# كاتدرائية مونتفيديو الكبرى
تعتبر كاتدرائية مونتفيديو الكبرى الكنيسة الرئيسية لمونتفيديو ومركز أبرشيتها. تقع الكاتدرائية في المقابل من متحف كابيلدو عبر ساحة الكونستتوسيون بجانب سيوداد بياخا التي تعد أقدم جزء في المدينة.

## التاريخ
تعود جذور الكاتدرائية إلى الاستعمار الأسبانى (1740) عندما أنشأت كنيسة من القرميد في الموقع الحالي. في عام 1790، بدأ البناء في الكنيسة بشكلها الحالي وتم افتتاحها 1804، وتم تخصيصها لعقيدة الحبل بلا دنس والقديسين في مونتيفيديو، فيليب وجيمس.

## وصف الكاتدرائية العام
صممت الكاتدرائية على طراز الكلاسيكية الجديدة أو النيو كلاسيكية الذي ازداد رواجها في نهاية القرن الثامن عشر كرد فعل لطراز الباروك الذي فقد بريقه في هذه الفترة.
الطول الإجمالى للكنيسة يبلغ 83 مترا، وتتميز واجهتها بخطوط نقية وبسيطة على عكس تصميم الكنيسة الداخلي الذي يحتوى على تفاصيل وزينة أكثر. تحتوى الكاتدرائبة على مذبح كبير وعدة مذابح جانبية، كما يوجد بها نصب تذكارية ومقابر للمطرانيين الذي خدموا في الكاتدرائية. ويوجد على جانب المذبح صورة تبجل عذراء الثلاثة والثلاثين، والقديس الشفيع من الأوروغواي.

## معرض الصور

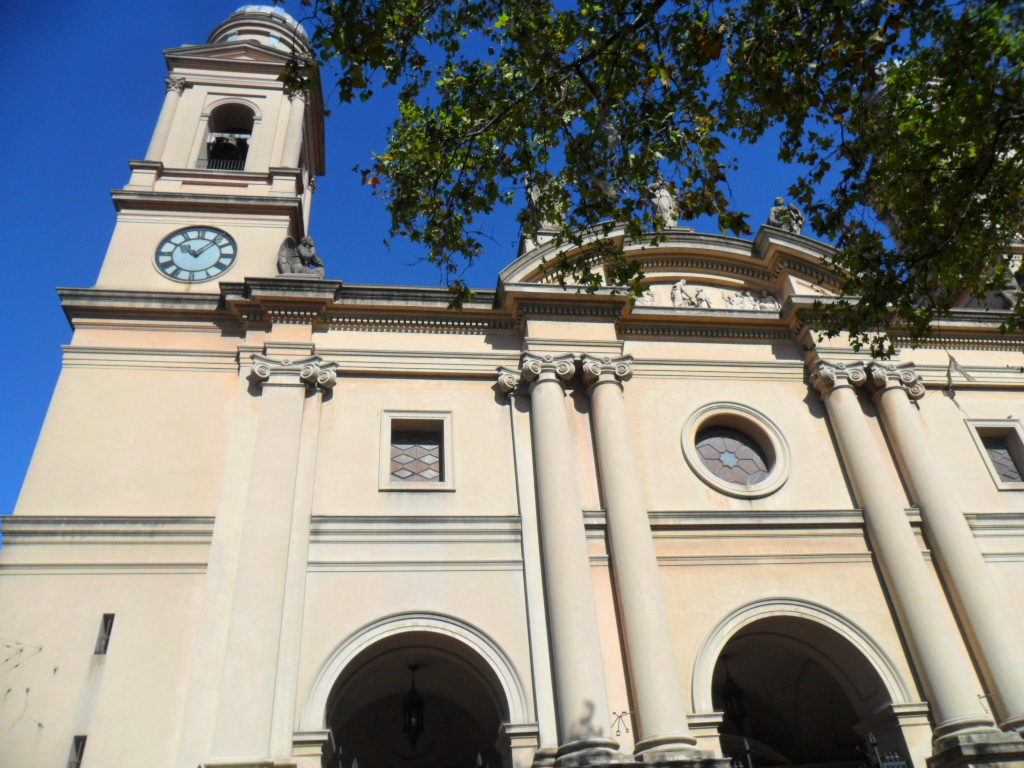
صورة من واجهة كاتدرائية العاصمة مونتيفيديو عرض يسار البرج.
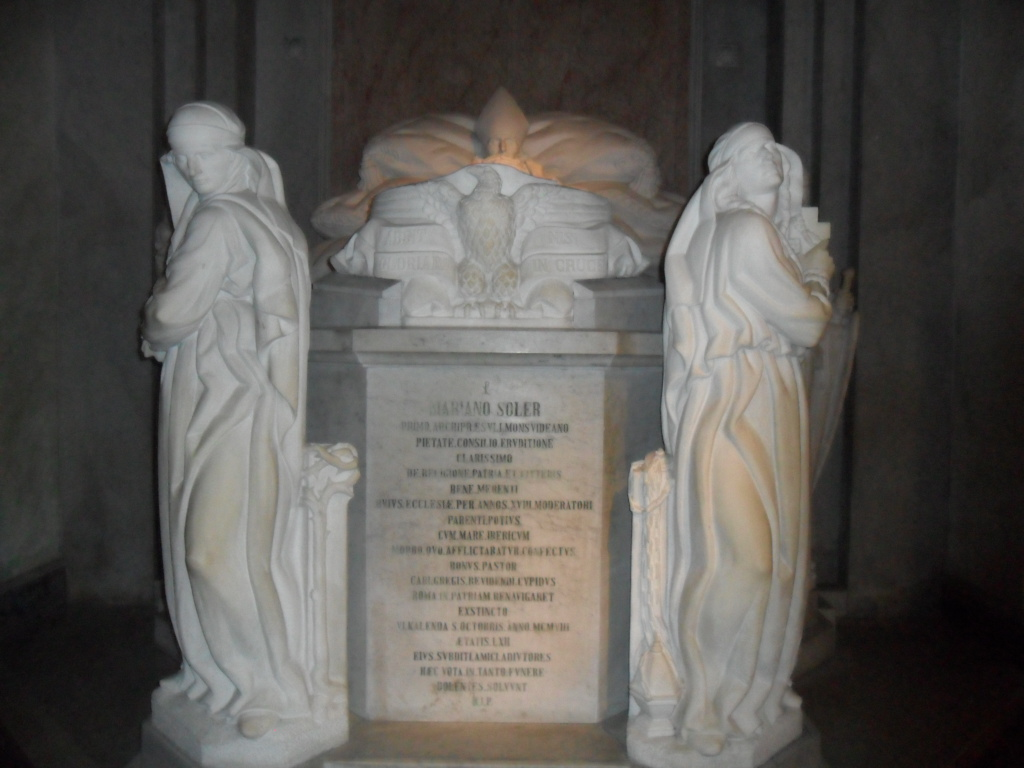
قبر المطران ماريانو سولير في كاتدرائية العاصمة مونتيفيديو
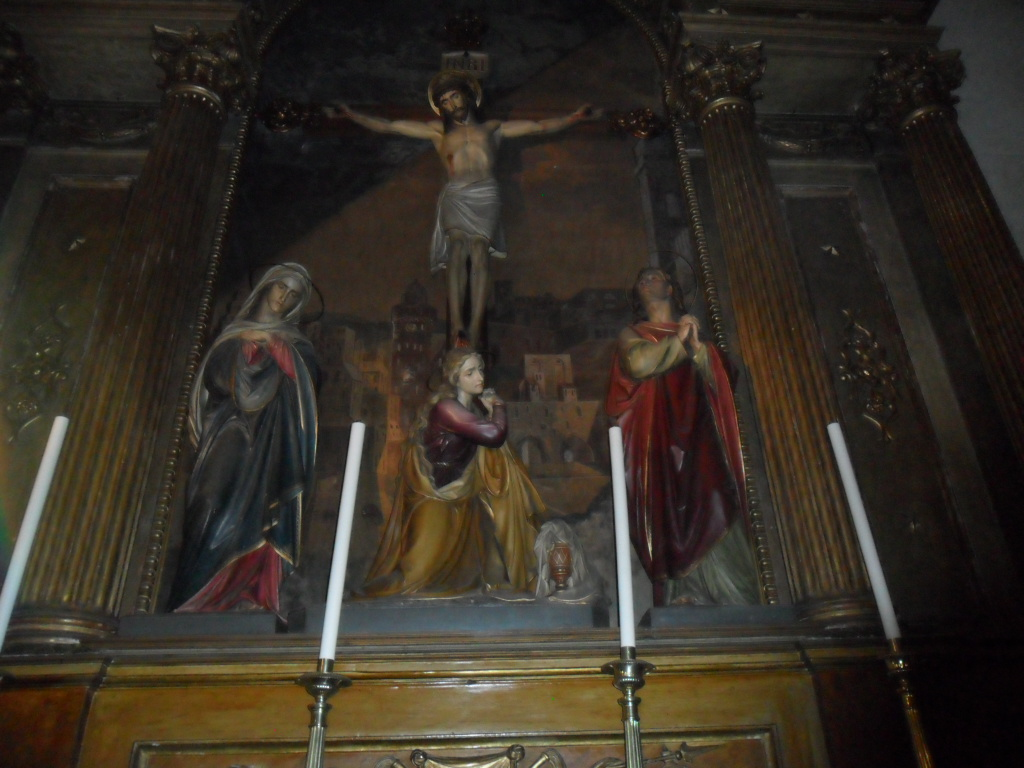
مذبح كاتدرائية العاصمة مونتيفيديو تظهر صلب يسوع المسيح

## أعلام
- فينانسيو فلوريس
- أنطونيو باربييري
- خواكين سواريز